# Rodeo Drive

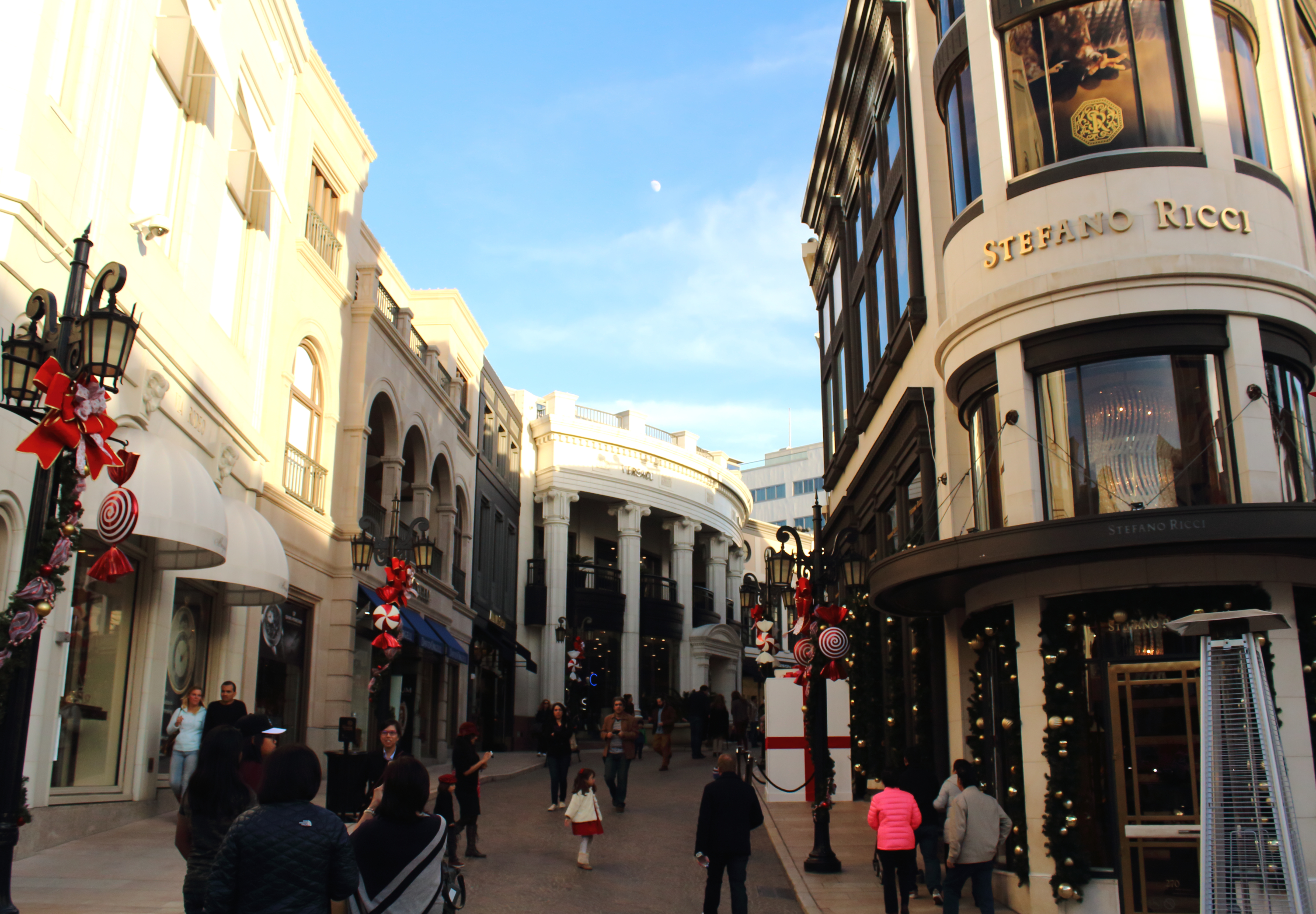
Rodeo Drive, Beverly Hills, California.

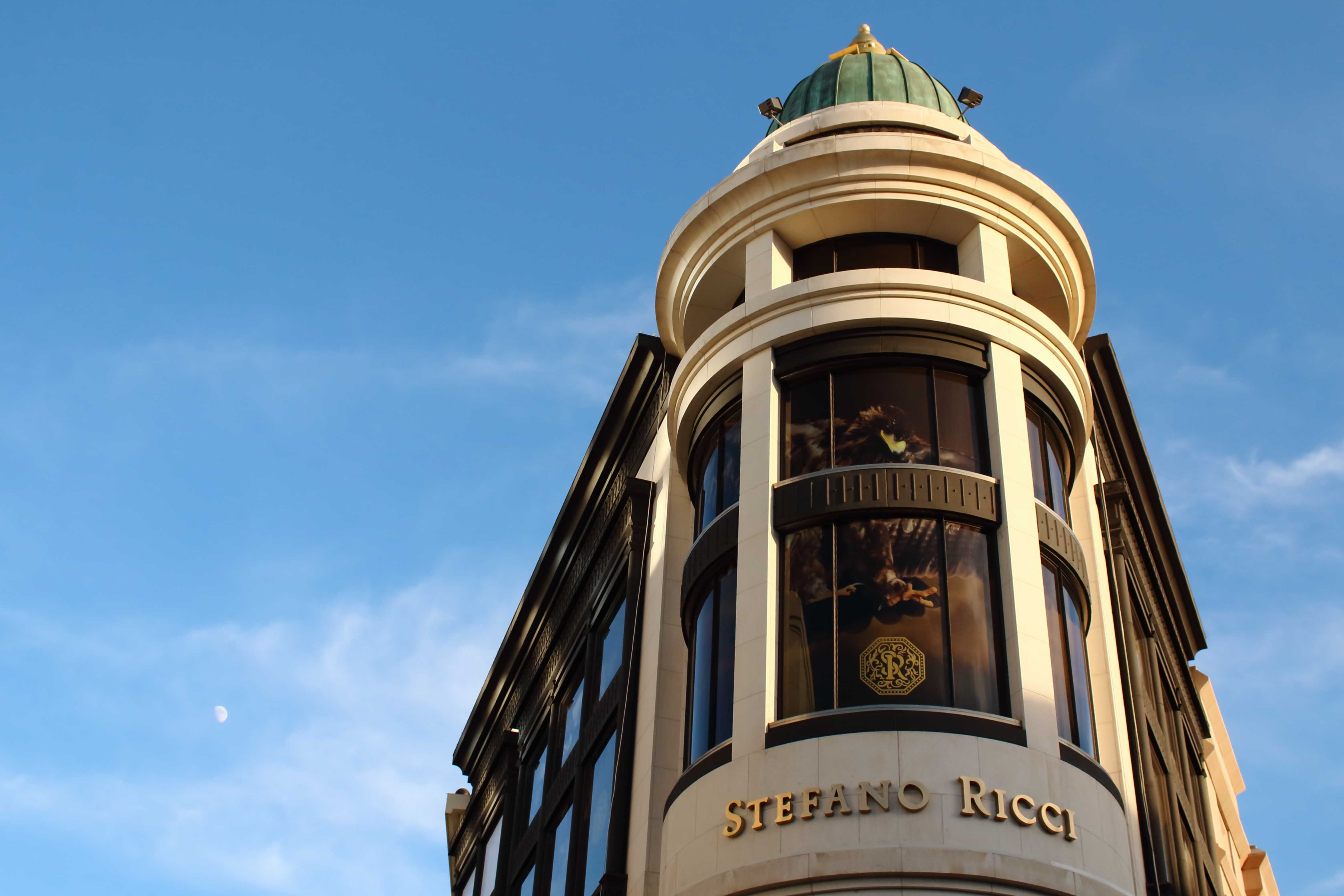
Stefano Ricci, Beverly Hills, California.

Rodeo Drive («Paseo del Rodeo» en español) es un área de tres manzanas o esquinas de oro, en Beverly Hills, Los Ángeles, California (Estados Unidos). Es conocida como un distrito donde pueden verse las boutiques y tiendas más caras del mundo. Acerca del nombre existen dos posturas: una de ellas, sostiene que el nombre "Rodeo" se debe a que antes de los años 50 el Centro de flores que divide la calle era una línea de carrozas de caballos. Otra postura, más verosímil, atribuye el nombre a una derivación del Rancho Rodeo de las Aguas, antigua hacienda española a la que perteneció el sector luego conocido como Beverly Hills. Pero el área se modernizó en los años 70. Ahora existen tiendas de lujo sobre todo el paseo.
El famoso e histórico Hotel Regent Beverly Wilshire está situado en la esquina del Boulevar Wilshire y la entrada sur de la calle Rodeo.
Una estación en la línea D del Metro de Los Ángeles esta bajo construcción por la calle Rodeo. La estación Beverly Drive esta por completar en 2026.